# Тарнів (станція)
Тарнів (пол. Tarnów) — вузлова залізнична станція Польських державних залізниць. Розташована в однойменному місті Малопольського воєводства Польщі. Має 3 пасажирські платформи і підземний тунель. Вокзал станції пропускає мільйони пасажирів щорічно.

## Історія
Станція була побудована 1856 року під назвою «Тарнів» (пол. Tarnów) на лінії Галицької залізниці імені Карла Людвіга (Краків — Тарнів — Ряшів — Перемишль — Львів — Красне — Тернопіль — Підволочиськ), коли Перемишль був у складі Королівства Галичини і Лодомерії.
Будівля вокзалу побудована у 1906—1910 роках за проєктом віденського архітектора Е. Баудіша. За аналогічним проєктом був зведений вокзал у Станиславові (нині — Івано-Франківськ).
Перша та Друга світові війни не обійшли стороною станцію, залізничний вокзал був не один раз пошкоджений. 28 серпня 1939 року на вокзалі була підірвана бомба, винним цієї події був поляк Антон Гузі, який співпрацював з Німеччиною. У результаті вибуху загинуло 20 осіб, а 35 отримали поранення. 14 вересня 1940 року зі станції відправлений перший масовий потяг з 728 полоненими до концлагерю Освенцим. На згадку про цю сумну подію, через 70 років, на станції був відкритий меморіал. 
Впродовж 2007—2010 років будівлю вокзалу з прилеглою територією було реконструйовано, у результаті чого відновлено фасад та інтер'єр вокзалу, укріплені фундаменти будівлі.

## Пасажирське сполучення
Міжнародне сполучення з Україною:
- Двогрупний нічний поїзд «Львівський експрес» Львів — Вроцлав, що зупиняється в Тарнові.
- Є можливість доїхати польським поїздом ТЛК до Перемишля, де пересісти на швидкісний електропоїзд Інтерсіті+ сполученням Перемишль — Львів —Київ. Вартість проїзду з Тарнова до Києва коштувала у 650 грн, час в дорозі складає близько 10 годин (станом на січень 2017 року)[1].

Від Тарнова існує безпересадкове сполучення до станцій:
Краків-Головний, Варшава-Східна, Ченстохова-Страдом, Ополе-Головне, Вроцлав-Головний, Люблін, Щецин-Головний, Кутно, Перемишль-Головний, Бидгощ тощо.
Курсує також високошвидкісний поїзд «Пендоліно» до Варшави.
Приміське сполучення:
- Тарнів — Ряшів
- Тарнів — Ряшів — Перемишль
- Тарнів — Краків (близько 10 пар).
- Тарнів — Новий Санч — Криниця
- Тарнів — Краків — Катовиці

## Транспортне сполучення
- Перед вокзалом розташована зупинка міських автобусів.
- за 200 метрів автовокзал.

## Галерея

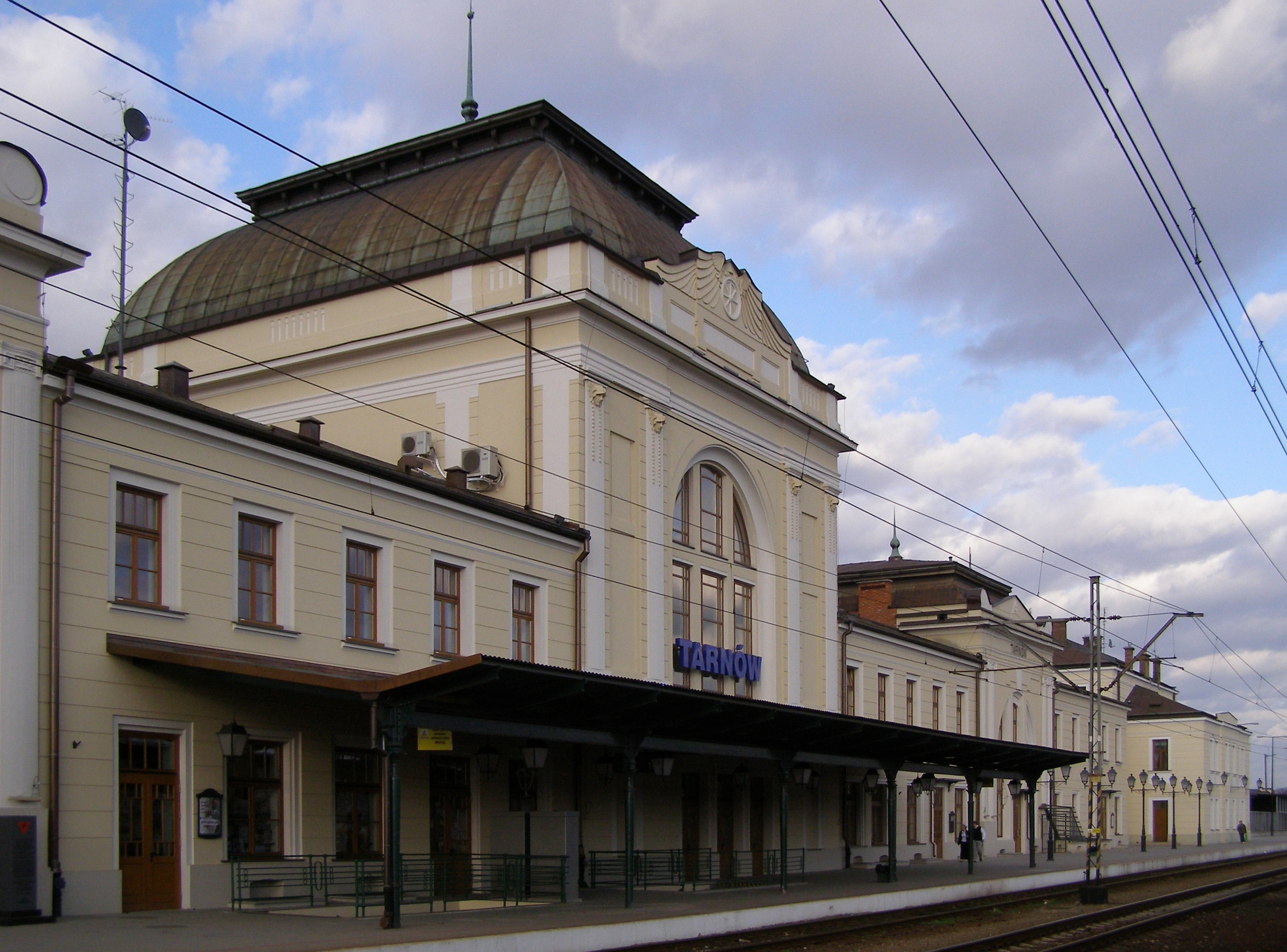
Вокзал з перонів (2011)
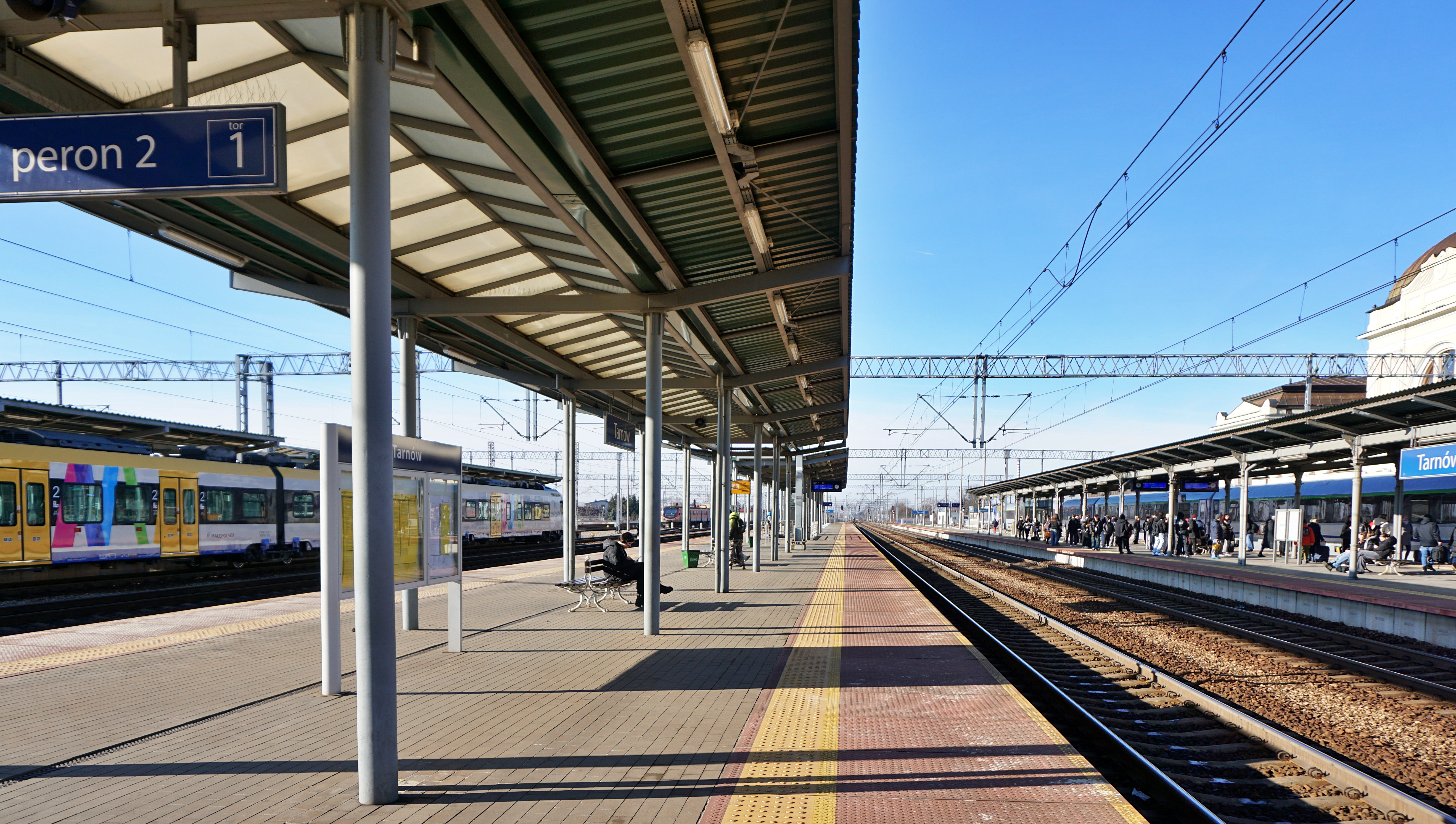
Платформа 2, напрямок Краків
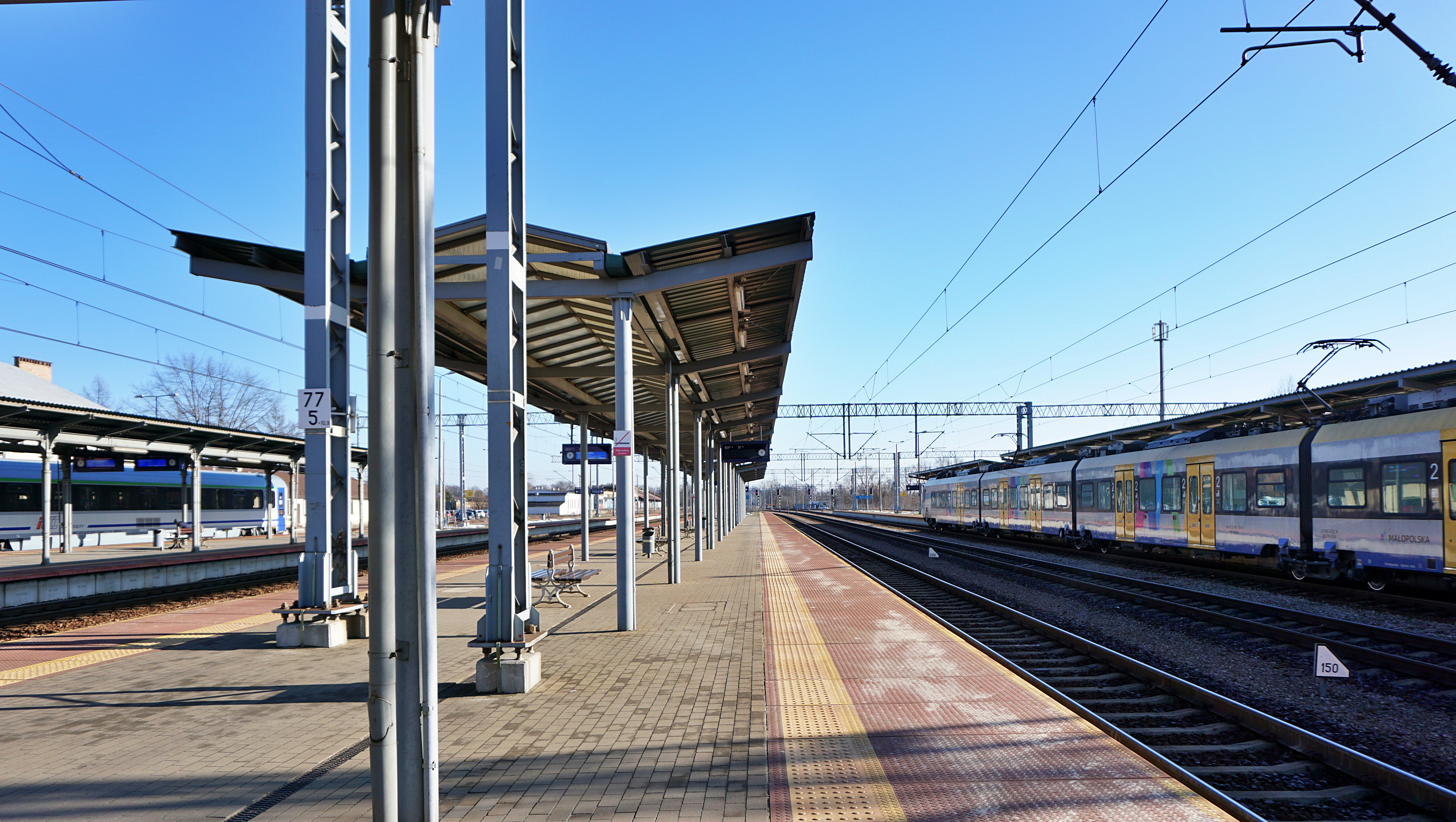
Платформа 2, напрямок Ряшів